# Pyrenula quarzitica
Pyrenula quarzitica är en lavart som beskrevs av Aptroot. Pyrenula quarzitica ingår i släktet Pyrenula och familjen Pyrenulaceae.   Inga underarter finns listade i Catalogue of Life.